# Bahnhof Nossen
Der Bahnhof Nossen ist eine Betriebsstelle der Bahnstrecke Borsdorf–Coswig und der hier beginnenden Bahnstrecken nach Riesa und nach Moldava v Krušných horách auf dem Gemeindegebiet der Stadt Nossen in Sachsen. Der Bahnhof war ferner Endpunkt der ehemaligen Schmalspurbahn aus Freital-Potschappel. Als Betriebsmittelpunkt der sogenannten „Zweiten Leipzig-Dresdner Eisenbahn“ besitzt der Bahnhof umfangreiche Gleisanlagen für den Personen- und Güterverkehr. Der Bahnhof gehört seit 2016 der „Nossen-Riesaer-Eisenbahn-Compagnie GmbH“ und dient selbiger zur Abwicklung des Güterverkehrs, wie der Bedienung des Tanklagers Rhäsas und der Wartung und Zusammenstellung von Fahrzeugen.

## Geschichte

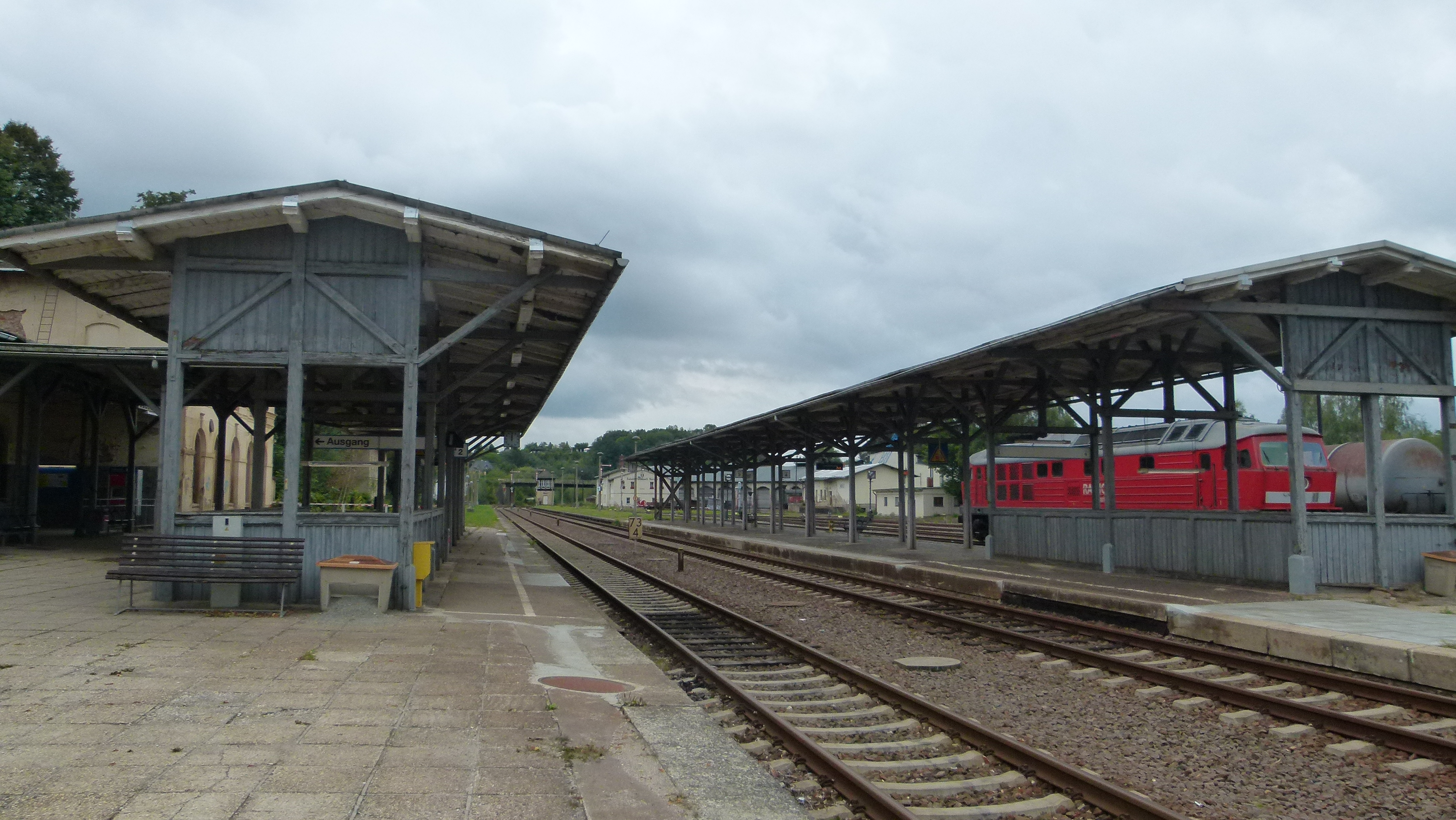
Bahnsteige des Bahnhofes Blickrichtung Döbeln

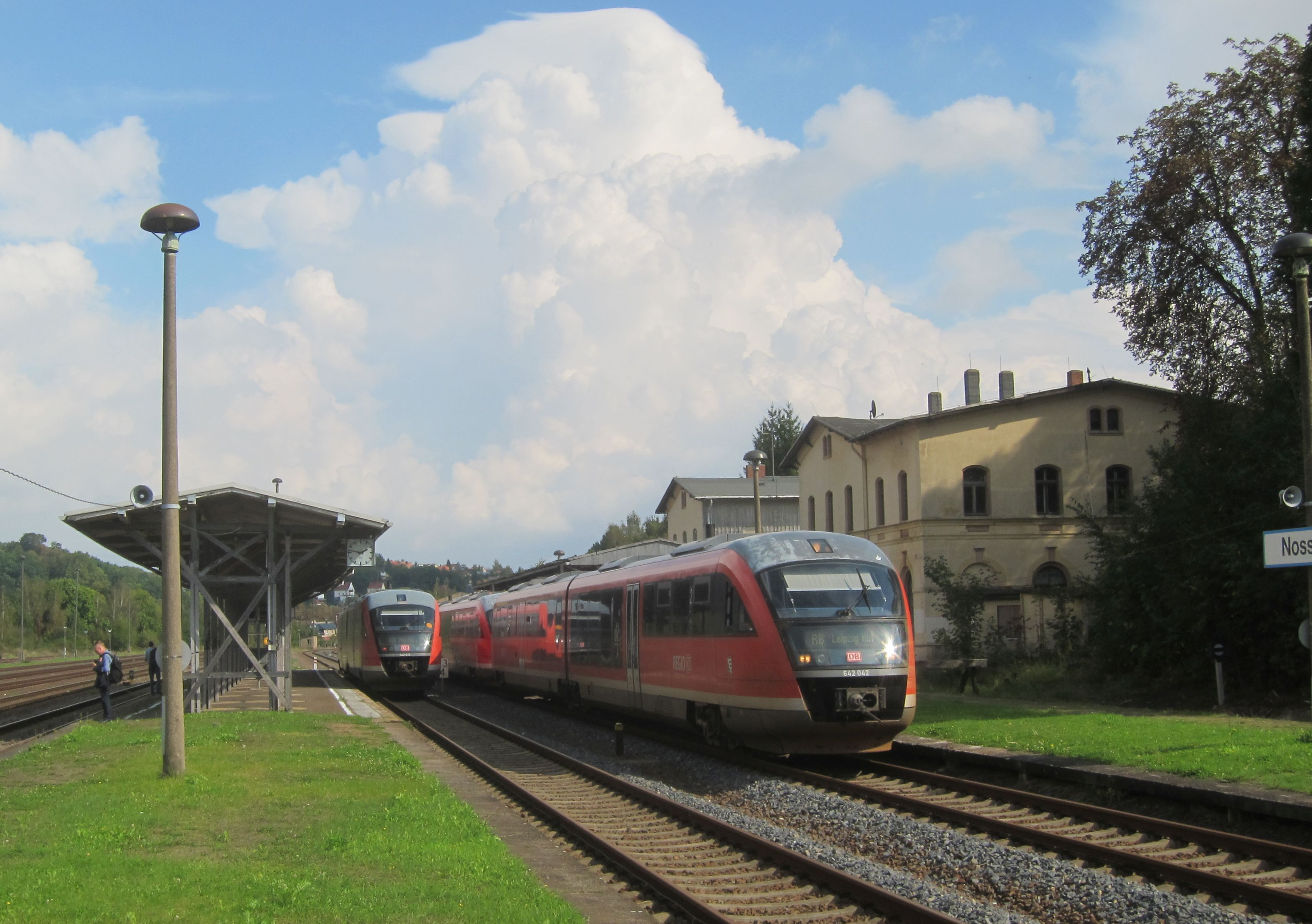
Bahnsteige des Bahnhofes Blickrichtung Meißen

Als der Bahnhof Nossen 1868 entstand, waren die Gleisanlagen recht einfach gehalten. Das erste Empfangsgebäude war als einstöckiger Holzbau ausgeführt. Erst mit der Eröffnung der Zellwaldbahn wurden die Gleisanlagen umfangreich erweitert und das Empfangsgebäude 1873 durch einen repräsentativeren Bau ersetzt. Damit besaß der Bahnhof mit der direkten Verbindung nach Most internationalen Anschluss. Noch einmal vergrößert wurden die Bahnanlagen durch die Einbindung der Bahnstrecke Riesa–Nossen um 1880.
1886 erfuhr das Bahnhofsgebäude verschiedene Erweiterungen. Das Bahnhofsareal lag zwischen der Freiberger Mulde und der Straße von Nossen nach Döbeln und bestand aus 9 Haupt- und 15 Nebengleisen. Dazu gehörte noch ein Gleis, auf dem der Hilfszug stand sowie ein Schlackegleis. Vier Bahnsteige nahmen den umfangreichen Personenverkehr auf, wobei der Bahnsteig 1 für die Zellwaldbahn, die Bahnsteige 2 und 3 für die Zweite Leipzig-Dresdner Eisenbahn mit Kreuzungsmöglichkeiten und der Bahnsteig 4 für die Bahnstrecke Riesa–Nossen vorgesehen waren. Die Lokbehandlungsanlagen lagen nordwestlich der Gleisanlagen an der Straßenbrücke nach Döbeln. Nördlich der Gleisanlagen befand sich eine Ladestraße für den Güterverkehr. Zu dem Empfangsgebäude wurde ein Güterschuppen sowie eine Kopf- und Seitenladerampe eröffnet. Als 1899 die Schmalspurbahn Freital-Potschappel–Nossen in Betrieb ging, wurden deren Gleise südlich des Empfangsgebäudes am Bahnhofsvorplatz untergebracht. Die Schmalspuranlagen bestanden aus einem Bahnsteig, Lokschuppen, Sozialgebäude, Umlademöglichkeit mit einem Ladekran und einer Umladerampe für Schmalspurfahrzeuge auf Normalspurfahrzeuge sowie einer Rollwagengrube. Die Schmalspurgleise waren so angelegt, dass sich die beiden Spurweiten nicht kreuzten, die Normalspurgleise kamen von Osten, die Schmalspurgleise von Westen an die Übergabestellen. Flächenmäßig hatte der Bahnhof Nossen seine größte Ausdehnung erreicht.
1900 kam es zum Umbau der regelspurigen Gleisanlagen mit dem Einbau einiger Weichen und Verlängerung der Durchgangsgleise. Die Straße nach Döbeln, die ursprünglich einen niveaugleichen Bahnübergang hatte, wurde weiter westlich verlegt und mit einer Brücke über die Gleise geführt. Die beiden heute (2019) noch vorhandenen und funktionstüchtigen Stellwerke stammen aus den Jahren 1894 (Stw 2) und 1907 (Stw 1). Es wurde ein Anschlussgleis zu einer Papierfabrik gebaut. Zur damaligen Zeit wurden die Bahnsteigunterführungen angelegt. Die vollständige Länge des kompletten Bahnhofes betrug etwa 200 Meter. Anfang der 1920er Jahre wurden die Beamtenwohnhäuser neben dem Bahnhof errichtet. An der Straße nach Rhäsa und Waldheim entstanden Eisenbahnerwohnsiedlungen, denn etwa ein Drittel der Bevölkerung arbeitete direkt oder indirekt bei der Bahn.
Statistische Angaben von 1935 nennen 181.056 Reisende, die mit der Bahn befördert wurden, außerdem kamen
zum Versand aus Nossen
- 12.536 t Wagenladungen,
- 1.616 t Frachtgut,
- 1.133 t Milch und
- 83 t Eilgut.

Empfangen wurden
- 50.358 t Wagenladungen,
- 2.083 t Frachtgut,
- 127 t Eilgut und
- 86 t Milch.

Beim Dienstgut betrug der Versand aus Nossen
- 3.946 t Wagenladungen,
- 294 t Frachtgut und
- 60 t Eilgut.

Nach Nossen kamen als Dienstgut
- 15.065 t Wagenladungen,
- 226 t Frachtgut und
- 108 t Eilgut.[6]

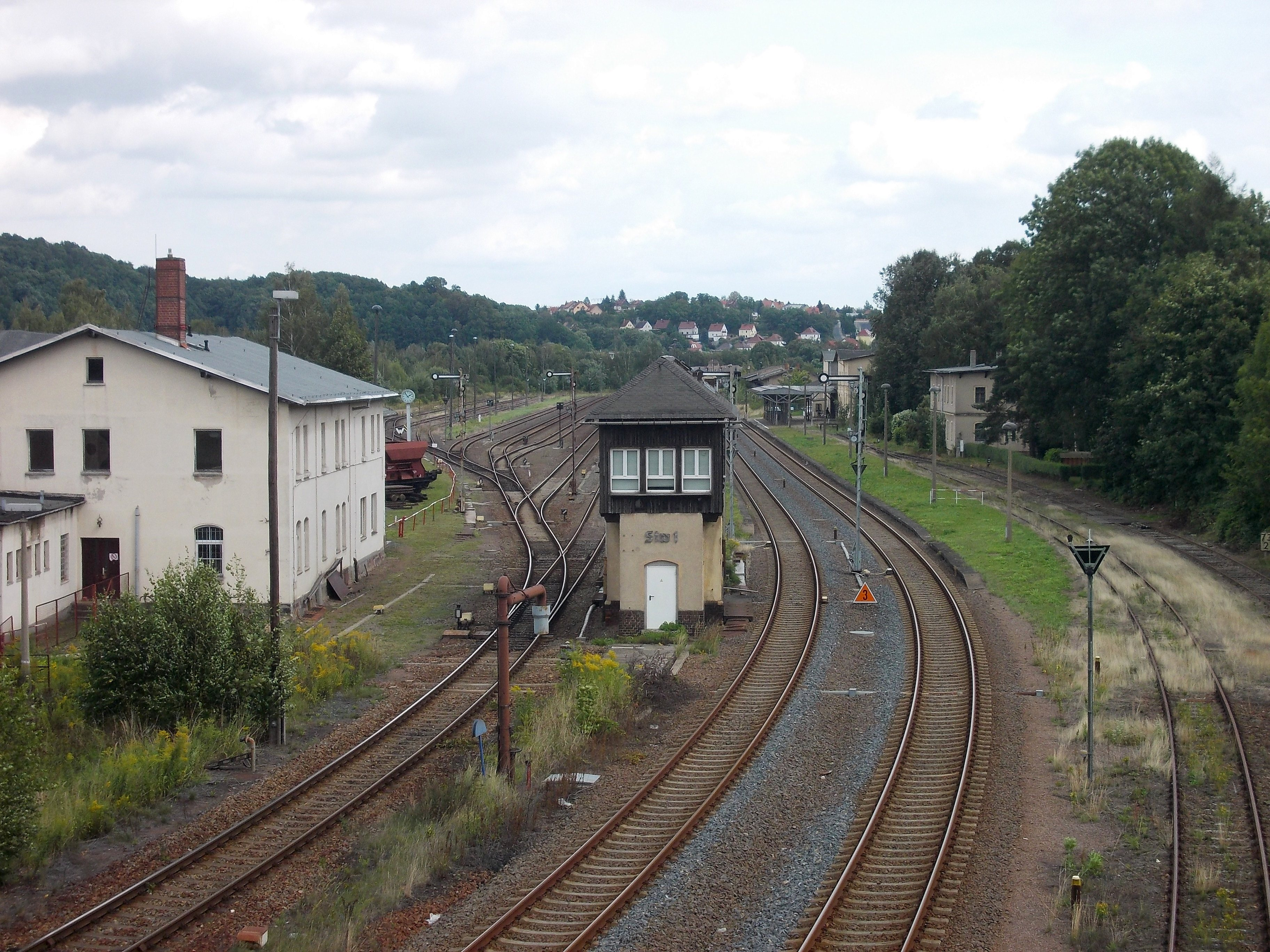
Gleisanlagen des Bahnhofes, 2015 von der Straße nach Döbeln aus gesehen

Nach 1945 kam es zur Reduzierung der Gleisanlagen durch den Abbau des zweiten Streckengleises auf der Bahnstrecke Borsdorf–Coswig. Zu weiteren Einschnitten im Bahnhofsbereich kam es 1972, als die Schmalspurbahn Freital-Potschappel–Nossen stillgelegt wurde. Nach Beendigung des Restbetriebes zu dem Lederfaserwerk Siebenlehn wurden die Gleisanlagen ab 1974 abgebaut, die Hochbauten der Schmalspurbahn jedoch stehengelassen. Die Gleisanlagen der Normalspur blieben im Wesentlichen erhalten. Am 24. September 1977 wurde der Personenzugbetrieb auf der Zellwaldbahn beendet. 1997 wurde der Güterverkehr auf dieser Strecke von Nossen aus eingestellt. Seit 1998 gab es auf der Bahnstrecke Riesa–Nossen keinen Personenverkehr mehr. Jedoch fahren auf dieser Strecke bis heute Güterzüge zum Tanklager Rhäsa. Die Bahnstrecke Borsdorf–Coswig war bis Dezember 2015 die einzige Strecke mit regelmäßigem Personenverkehr, die den Bahnhof berührt, zuletzt im Zweistundentakt. Am 12. Dezember 2015 endete mit dem letzten fahrplanmäßigen Zug der RB-Linie 110 auf dem Abschnitt Meißen-Triebischtal–Döbeln der Zugverkehr im Nahverkehr am Bahnhof Nossen. Als Grund wurden über Jahre sinkende Zahlen von zuletzt maximal 200 Fahrgästen pro Tag genannt, die ein wirtschaftliches Betreiben des Streckenabschnitts unmöglich machten. Seit 2018 wird eine Reaktivierung des Abschnitts für den Schienenpersonennahverkehr anvisiert, welcher jedoch bisher nicht konkretisiert wurde und auch durch die technischen Einrichtungen und Infrastrukturwechsel erschwert ist.
Der Streckenabschnitt wurde inklusive des Bahnhofs Nossen am 16. April 2016 nach mehrmaliger Verzögerung von der DB Netz an die Nossen-Riesaer Eisenbahn-Compagnie GmbH (NRE) als Eisenbahninfrastrukturunternehmen übergeben. Das Unternehmen war vorher bereits Pächter der Strecke Nossen–Riesa mit dem Anschluss zum Tanklager Neubodenbach.
Es sind fast alle Normalspurgleise nördlich des Empfangsgebäudes bis zum Gleis 12 erhalten. Sie werden für die Zufahrt zum Lokschuppen benötigt. Lediglich das ehemalige Bahnhofsgleis der Zellwaldbahn und dessen Umfahrgleis sind heute (2019) nicht mehr befahrbar. Auf dem Bahnhofsvorplatz wurde eine Bushaltestelle eingerichtet. Das Gleis zur Papierfabrik sowie die Gleise 25 und 26 zum Güterschuppen wurden abgebaut, das Empfangsgebäude ist geschlossen. Der Betrieb wird mit klassischer Stellwerkstechnik und Formsignalen abgewickelt. Zum gegenwärtigen Stand (2015) sind viele Hochbauten aus der Schmalspurzeit erhalten.

## Bilder der 2015 noch vorhandenen Schmalspuranlagen

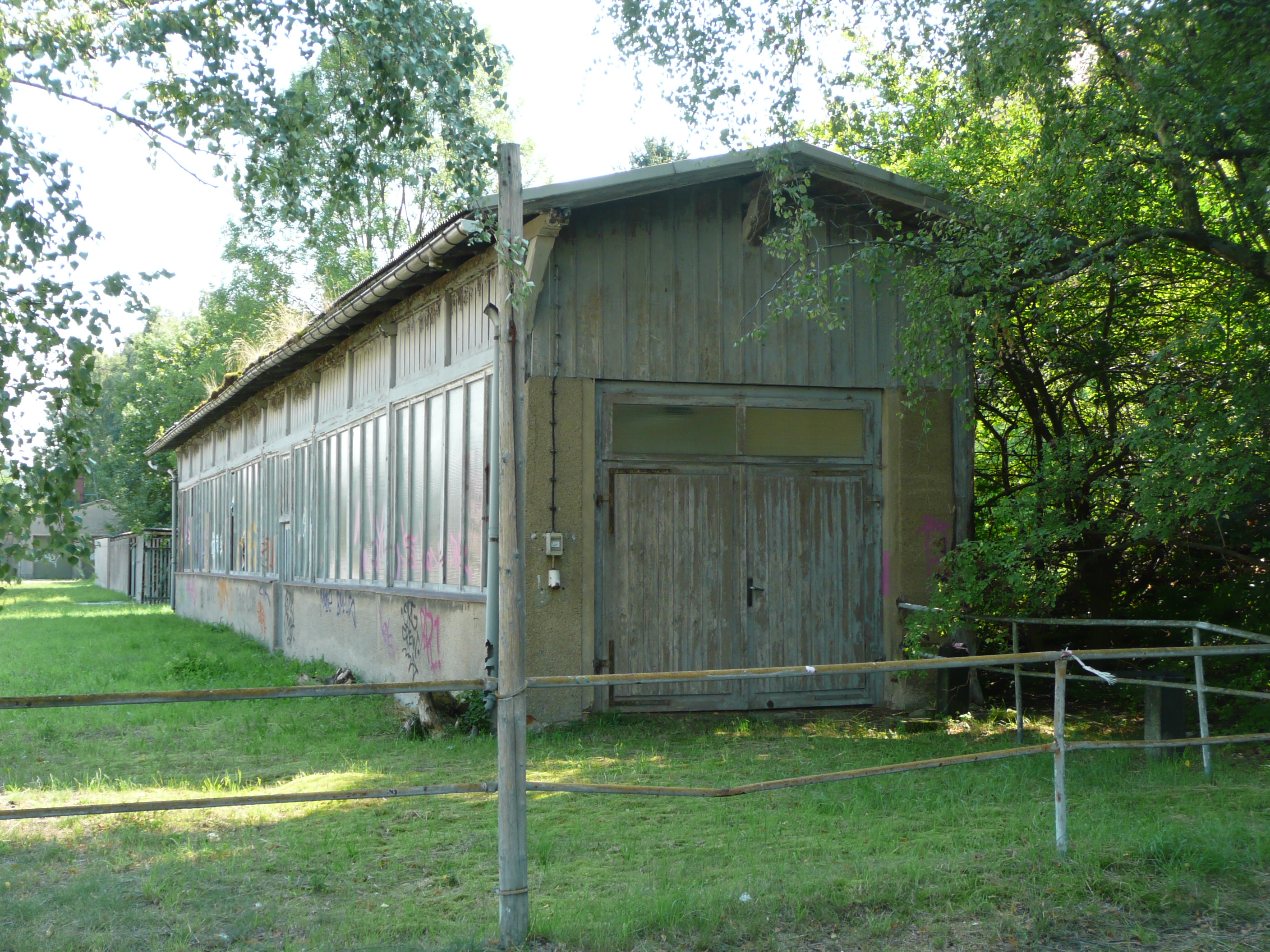
Schmalspurbahnsteig
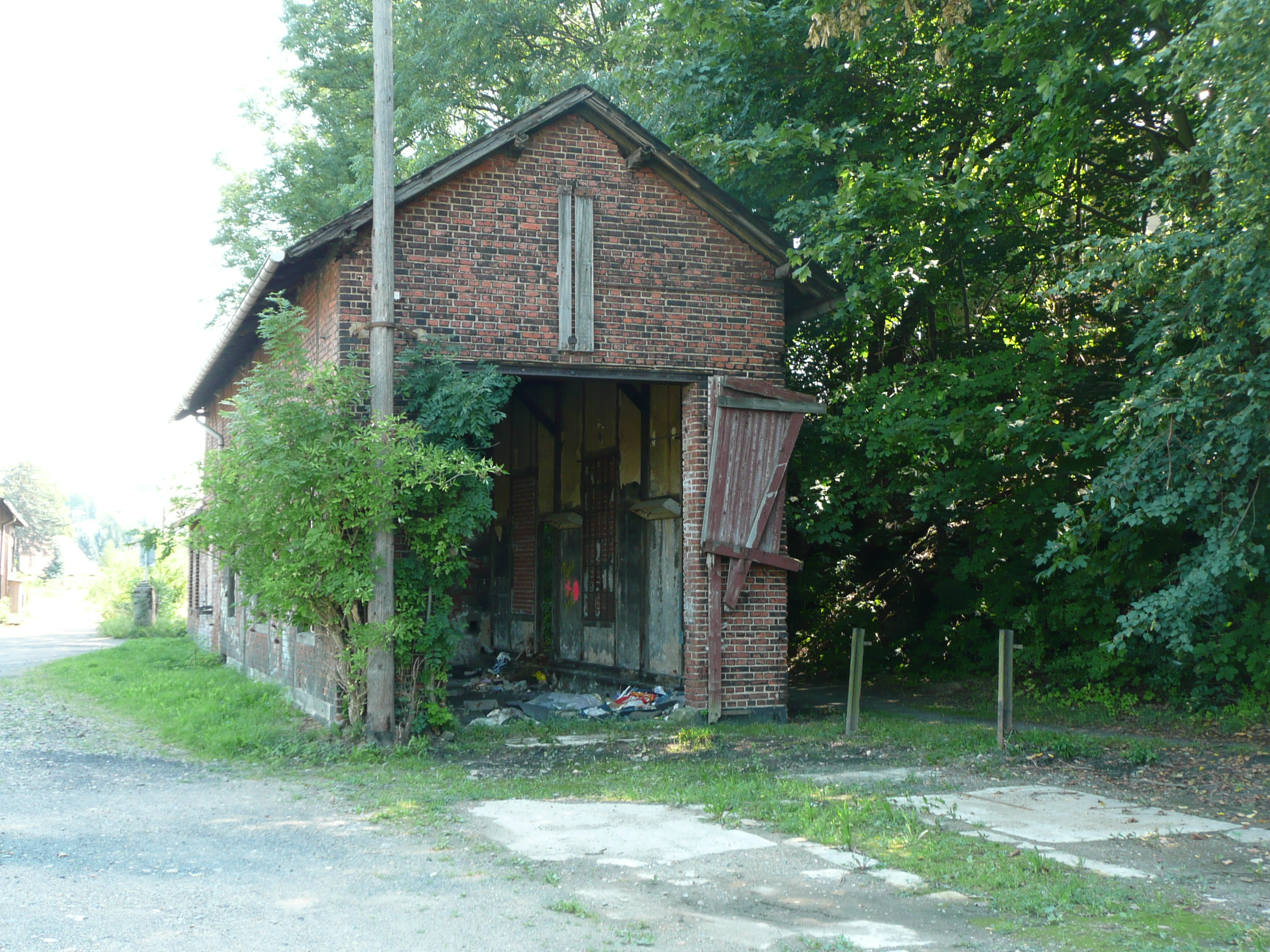
Schmalspurlokschuppen
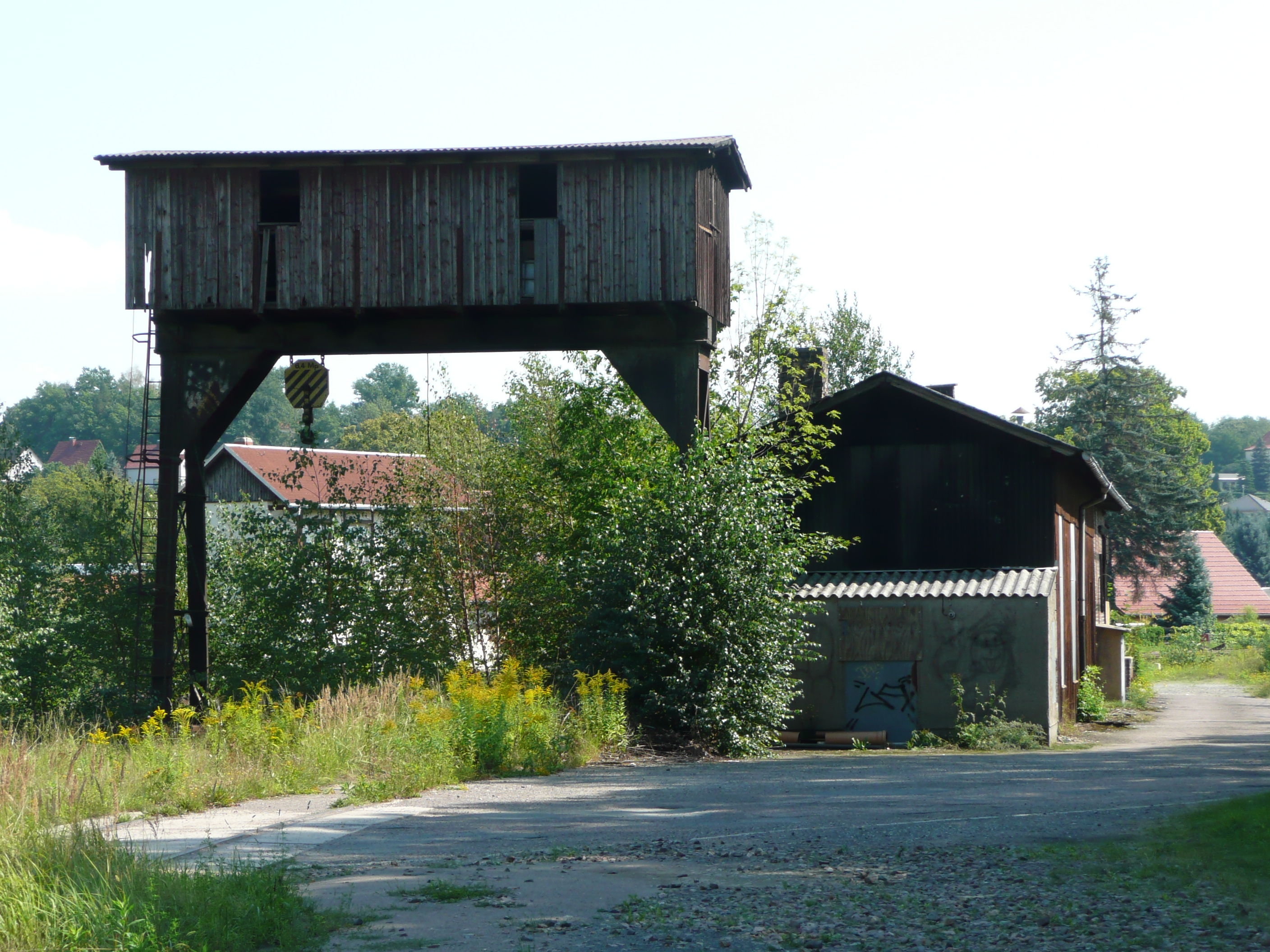
Umladekran und Kohleschuppen
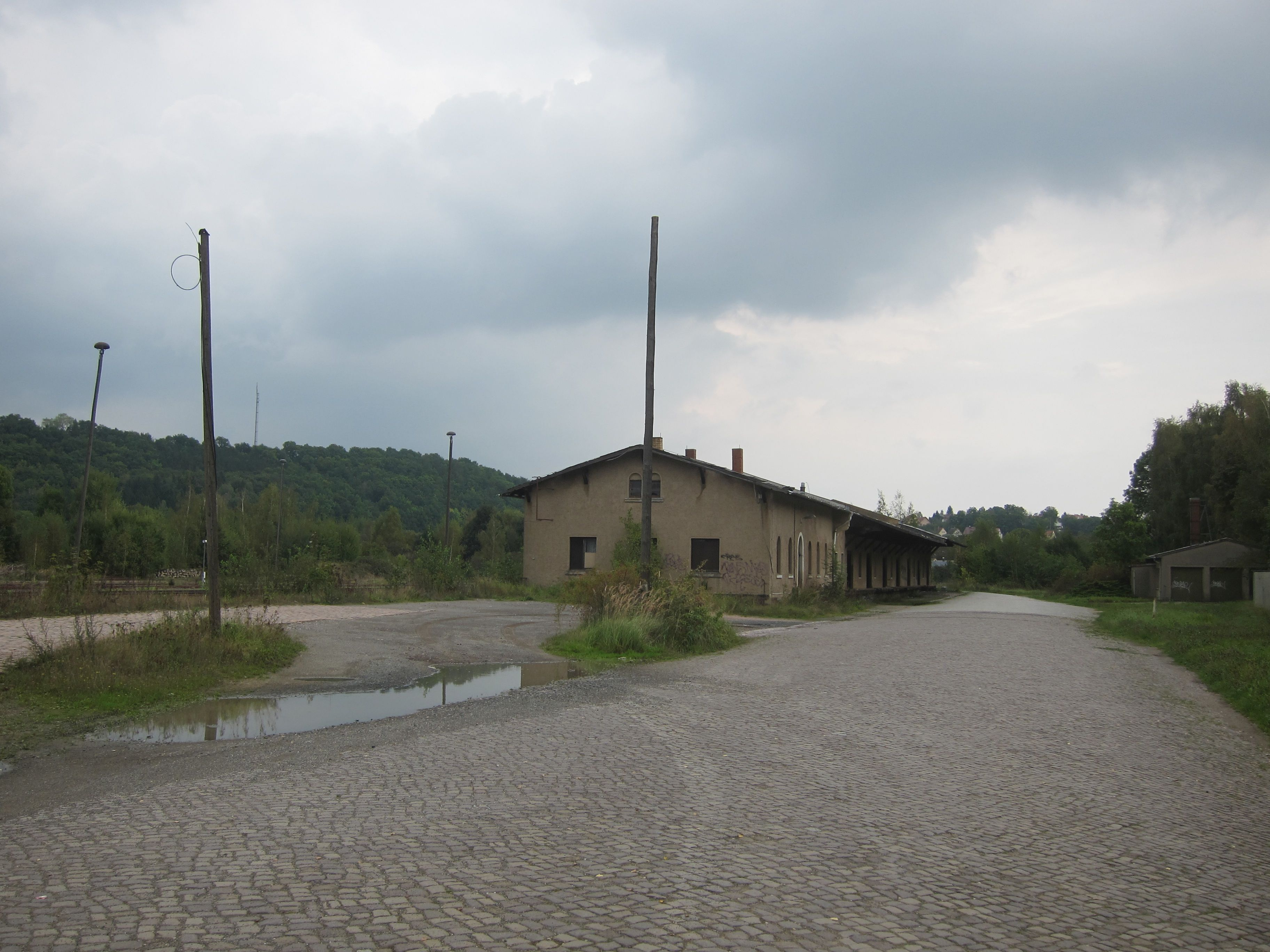
Güterschuppen des Bahnhofes Nossen

## Bahnsteige

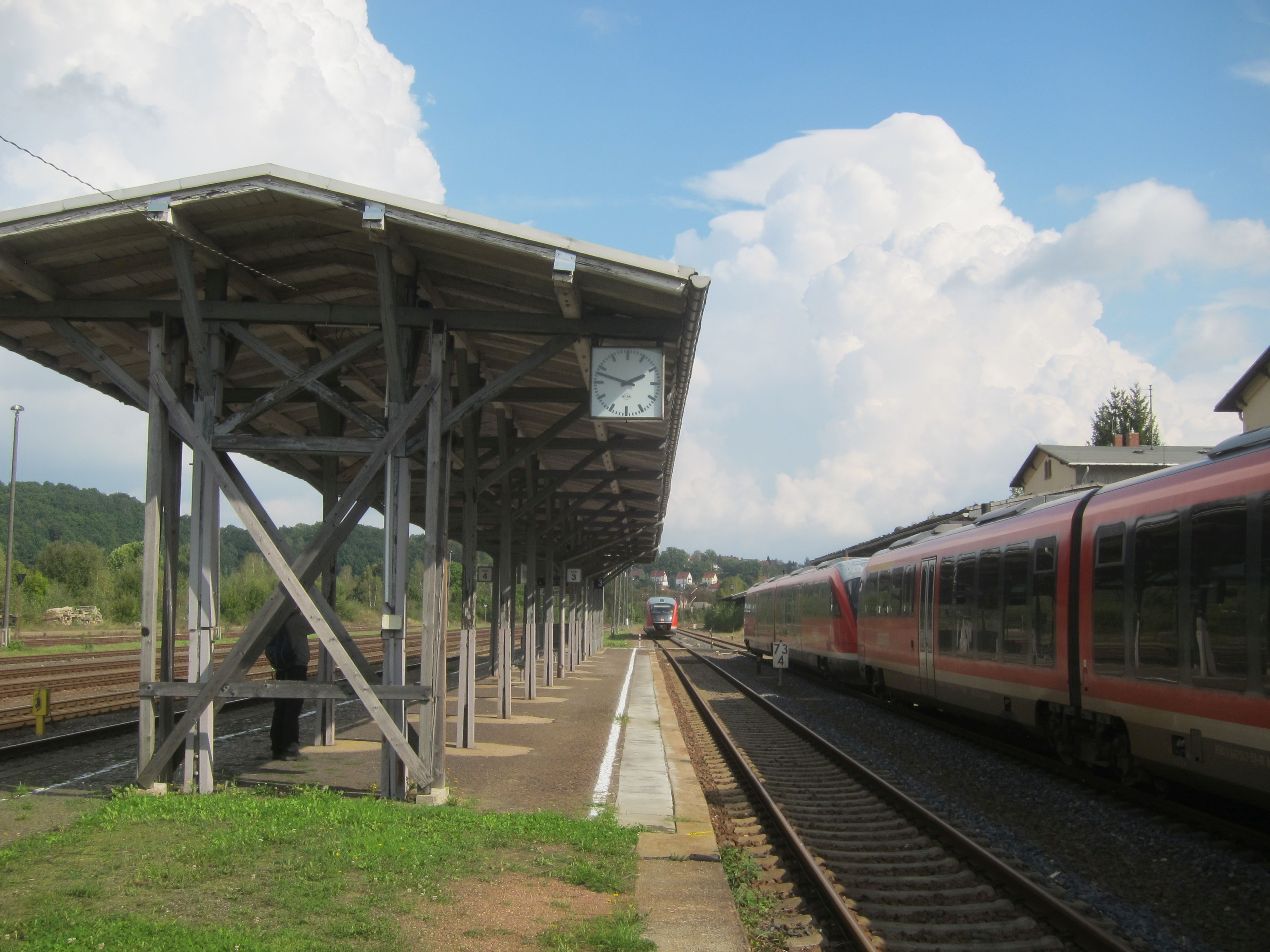
Bahnsteigdach des Inselbahnsteiges

Der Inselbahnsteig und der Hausbahnsteig sind noch vorhanden. Beide sind seit 1909 durch einen Tunnel miteinander verbunden.

## Verkehr

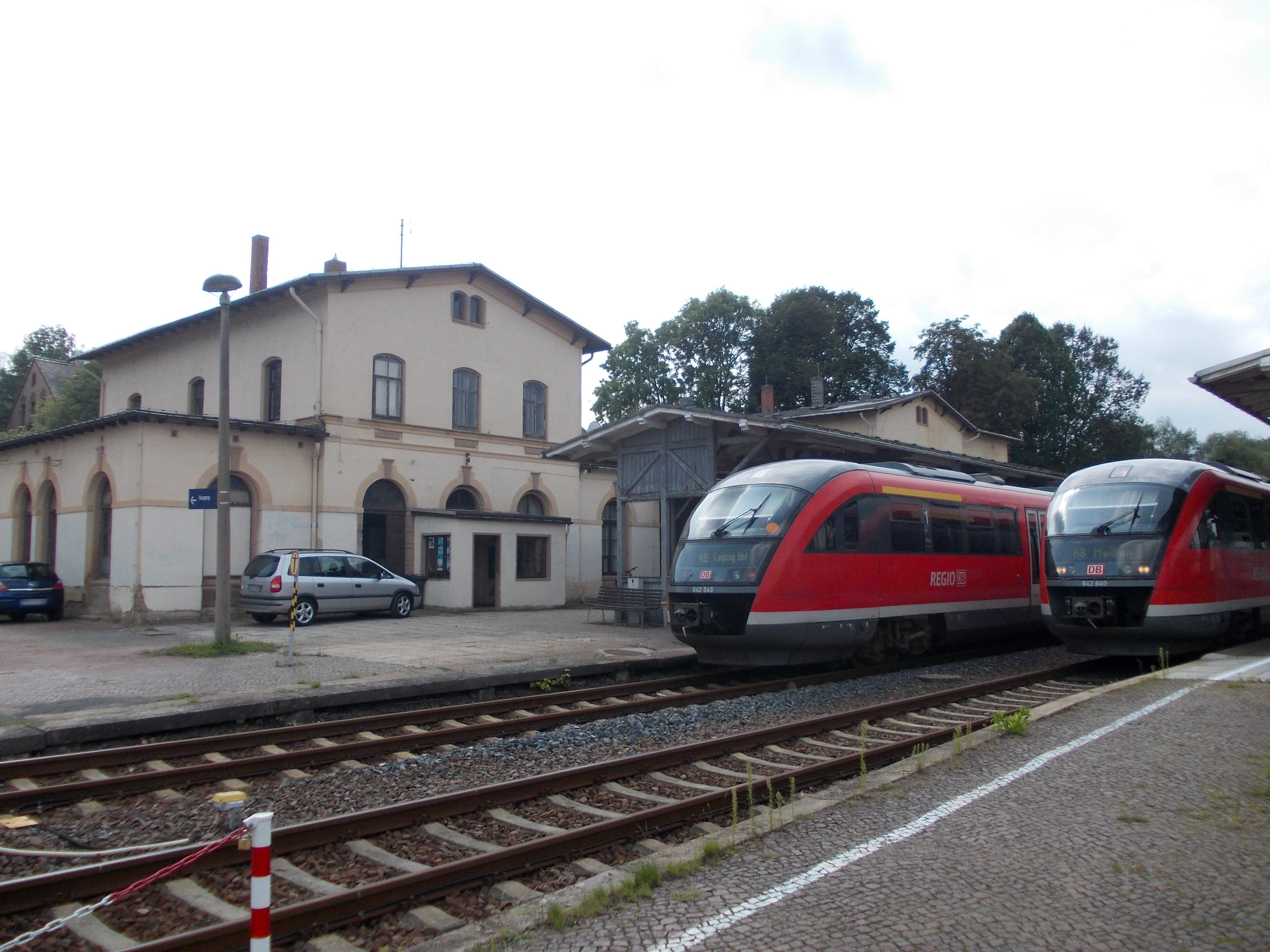
Empfangsgebäude des Bahnhofes mit zwei Triebwagen der Reihe 642

Anfangs entwickelte sich der Betrieb auf der Bahnstrecke Borsdorf–Coswig recht mäßig; aus der Anfangszeit liegen keine Angaben über Kursbücher vor. Etwas stärker gestaltete sich der Verkehr auf der Zellwaldbahn. Hier bestand über Freiberg hinaus Anschluss nach Böhmen, was einen regen Güterverkehr mit sich brachte.
- Aus dem Jahr 1874/1875 zeigt das Kursbuch vier Zugpaare auf dieser Strecke.[12]
- Aus dem Jahr 1876 liegen Daten über die Bahnstrecke Borsdorf–Coswig vor; damals verkehrten in beide Richtungen täglich fünf Züge.[13]
- 1899 betrug der Verkehr auf der Bahnstrecke Riesa–Nossen laut Kursbuch fünf Zugpaare täglich.[14]
- 1914 waren es auf dem gesamten Abschnitt von Riesa nach Freiberg, also beiden Linien zusammen, fünf Zugpaare lt. Kursbuch.[15]
- 1918 nennt das Kursbuch auf der Bahnstrecke Riesa–Nossen vier tägliche Zugpaare.[16]
- Im Sommerfahrplan 1927 wurden auf der gesamten Linie von Riesa nach Nossen vier durchgehende Züge gemeldet, wobei in Lommatzsch zwischendurch Anschlussmöglichkeiten bestanden.[17]
- Von der Bahnstrecke Borsdorf–Coswig liegen erst wieder 1939 Kursbuchangaben vor; hier verkehrten dreizehn Züge durch Nossen, wobei sie nicht durchgehend auf der Strecke verkehrten.[18] Zum gleichen Jahr verkehrten auf der Zellwaldbahn acht Paar Züge.[19]
- Nach 1945 waren die Streichung von Zugleistungen auf allen drei Strecken enorm, am meisten betraf es die Bahnstrecke Borsdorf–Coswig durch den Abbau des zweiten Gleises und die Aufnahme des Ringzug-Güterverkehrs Dresden–Leipzig über diese Strecke. Auf der Zellwaldbahn gab es durch die Schließung des Grenzübergang Moldava praktisch keinen durchgehenden Güterverkehr mehr.

Von der Bahnstrecke Riesa–Nossen liegen Angaben des Kursbuches 1945 vor, hier verkehrten lediglich zwei Zugpaare. 1946 waren es ebenfalls zwei durchgehende Züge pro Richtung, 1947 waren es schon drei Paar durchgehende Züge.
Von der Zellwaldbahn zeigt das Kursbuch 1950/1951 fünf paar Züge an.
- 1965 waren es auf der Zellwaldbahn fünf Paar Züge, die das Kursbuch ausgab.[22]
- 1965 verkehrten auf der Bahnstrecke Riesa–Nossen täglich sechs Paar Züge.[23]
- 1967 zeigte das Kursbuch der Bahnstrecke Borsdorf–Coswig zehn Paar in Nossen beginnende, endende oder durchfahrende Züge.[24]
- 1970 waren es auf der gleichen Linie ebenfalls zehn Paar Züge, wobei immer ein Eilzug mit dabei war, der in Nossen hielt.[25] Im letzten Jahr des Betriebes verkehrten auf der Zellwaldbahn noch sechs Paar Personenzüge.[26]
- 1978 verkehrten auf der Bahnstrecke Riesa–Nossen sieben Paar Züge,[23]
- 1989 waren es auf dieser Linie ebenfalls sieben Paar Züge.[23]
- Bis Dezember 2015 verkehrten noch auf der Bahnstrecke Borsdorf–Coswig reguläre Personenzüge, wobei der Bahnhof Nossen alle zwei Stunden angefahren wurde.

## Lokbahnhof/Bahnbetriebswerk Nossen

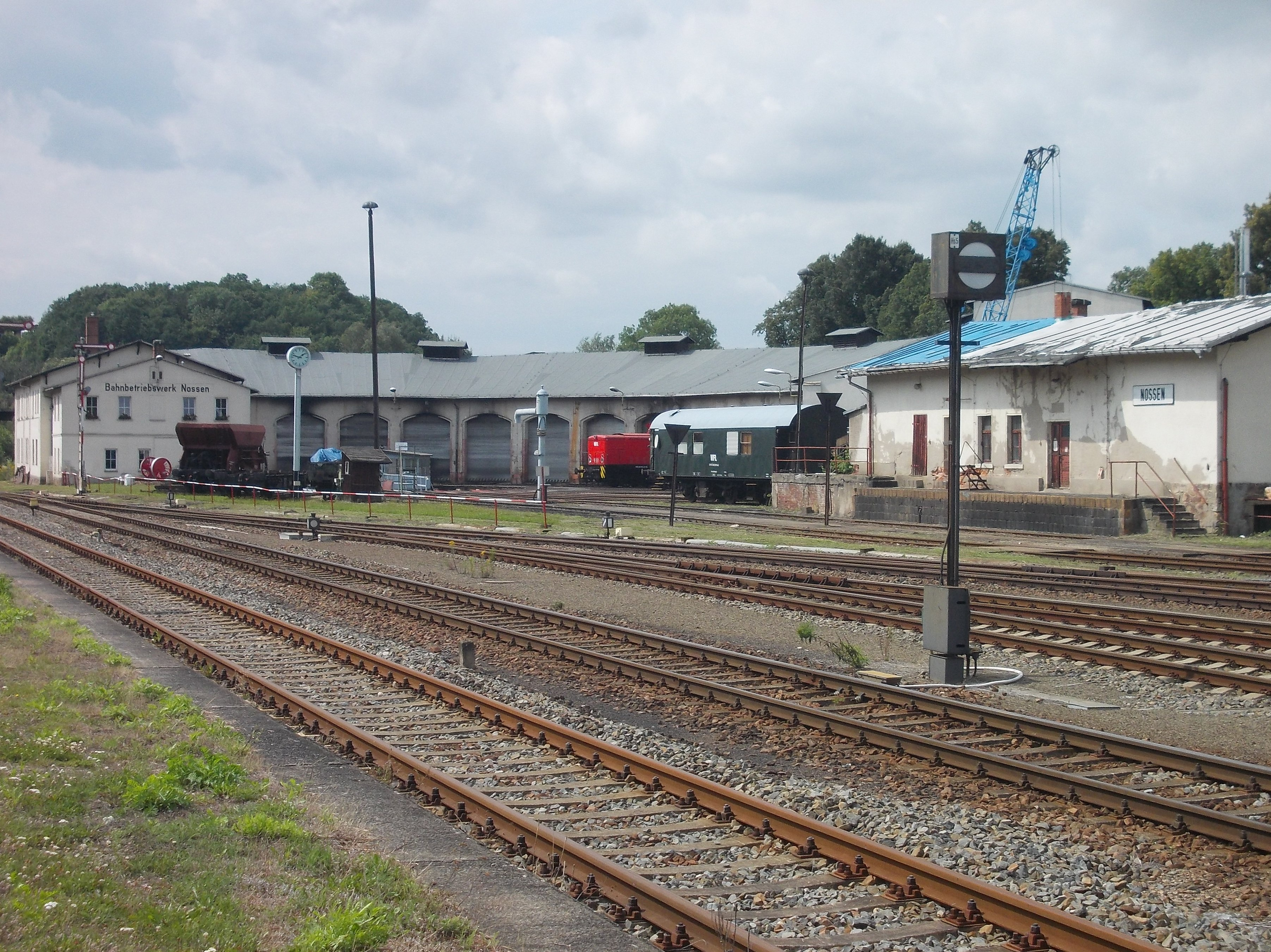
Bahnbetriebswerk

Seit der Eröffnung hatte der Bahnhof Nossen eine als Ringlokschuppen angelegte Lokbehandlungsanlage mit einer 12 Meter großen Drehscheibe. Der Lokschuppen hatte 1915 zwölf Stände und erhielt im selben Jahr eine Drehscheibe mit 20 Meter Durchmesser. Die Schmalspuranlagen hatten einen einständigen Lokschuppen mit Revisions- und Schlackengrube sowie Lokbehandlungsanlagen. Dieser Lokschuppen verfügte über eine eigene Zisterne mit einem Fassungsvermögen von 71 m³ und konnte über einen schwenkbaren Kran die Schmalspurloks und über zwei weitere Kräne Normalspurloks versorgen.
Mit der Gründung der Deutschen Reichsbahn-Gesellschaft wurde der Lokschuppen Nossen in ein Bahnbetriebswerk umgewandelt und erhielt Anlagen zur selbständigen Reparatur der Lokomotiven. Unter anderem war in Nossen eine Achssenke vorhanden. Der Ringlokschuppen wurde mit Zuweisung von neuen Lokomotiven 1941 auf 14 Stände vergrößert. 1994 wurde das Bw Nossen von der Deutschen Bahn aufgelöst und als selbstständige Dienststelle des Bw Riesa weitergeführt.

### Beheimatete Lokomotiven
Im Laufe der Zeit musste die Lokeinsatzstelle Nossen umfangreiche Bespannungsleistungen erbringen. Zuerst war sie Behandlungsstelle von Lokomotiven im Durchgangsverkehr, später kamen durch die Nebenbahnen Lokomotiven für das Bespannen der Züge hinzu.

#### Beheimatete Normalspurlokomotiven

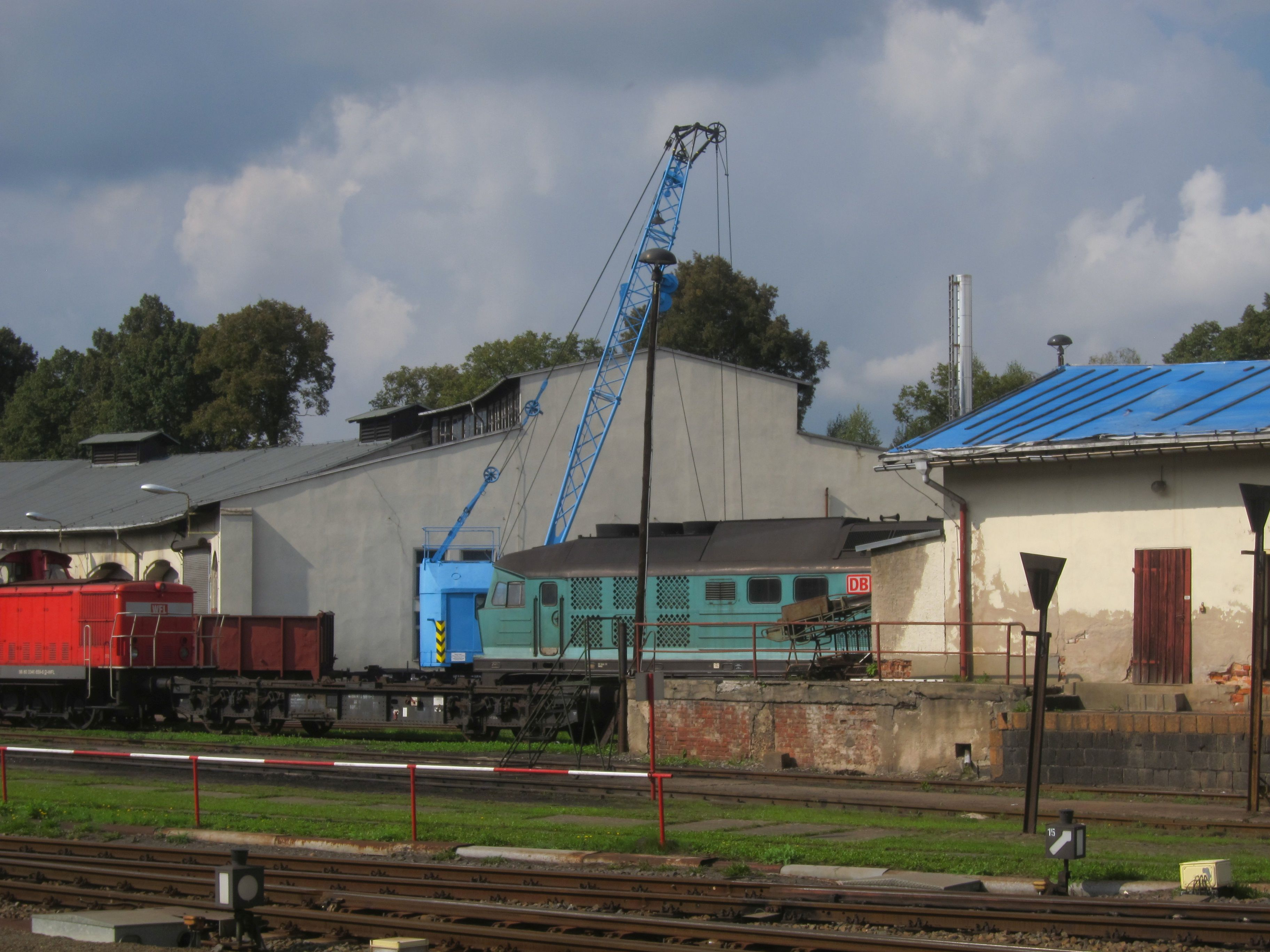
Detailansicht des Bahnbetriebswerkes

Erst um die Zeit 1899/1900 lassen sich genauere Stationierungsdaten im Bw Nossen ermitteln. So waren die Lokomotiven der sächsischen Reihe V V in Nossen stationiert. Personenzuglokomotiven der Baureihen Sächsische IIIb und die Sächsische VIII V2 kamen für den Dienst auf den Nebenbahnen hinzu. Die XII H2 war besonders im Personenzugdienst auf der Zellwaldbahn und der Bahnstrecke Riesa–Nossen seit 1910 im Einsatz.
Ab den 1920er Jahren kamen preußische Lokomotiven zum Einsatz. So erhielt das Bw Lokomotiven der Reihen P 8 für den Personenzugdienst sowie Güterzuglokomotiven der Reihen G 8.1 sowie G 10 zugeteilt. Für den Rangierdienst waren Lokomotiven der Reihe T 16 im Einsatz. Mit Ausbruch des Zweiten Weltkrieges erschienen die ersten Einheitslokomotiven der Baureihen 50, 52 und 86.
Nach 1945 dominierten im Personenzugdienst noch die XII H2 und die P 8, im Güterverkehr hauptsächlich die Reihen 52, 56.1 und 58. Ab 1961 kamen Neubau- oder Rekolokomotiven der Reihe 23.10 im Personenzugdienst und der Reihe 50.35 im Güterzugdienst zum Einsatz. Diese Lokomotiven waren die letzten Dampflokomotiven im Bw Nossen und verkehrten zunächst bis 1981. Im selben Jahr gab es wieder Dampflokumläufe, die endgültig im Mai 1987 beendet wurden.
Mit der Einführung der Dieseltraktion wurden dem Betriebswerk Lokomotiven der Reihen V 60 und V 100 zugewiesen. Lokführer des Bw Nossen fuhren auf Fahrzeugen anderer Bahnbetriebswerke, so auf Lokomotiven der Reihen 120 und 132, die jedoch nur auf der Bahnstrecke Borsdorf–Coswig verkehrten.
Nach 1989 haben die Mitarbeiter der IG Dampflok Nossen mit der Renovierung von historischen Lokomotiven Aufmerksamkeit erlangt. So wurde die 99 715 in Nossen wieder fahrfähig hergerichtet. Der VT 4.12 stand lange Zeit in Nossen. Prominentestes Fahrzeug im Lokschuppen ist die 18 201.

#### Beheimatete Schmalspurlokomotiven
Seit Eröffnung der Schmalspurbahn Freital-Potschappel–Nossen war in Nossen stets eine Lokomotive stationiert, bis 1931 stand hier eine IV K, danach bis Mitte der 1950er Jahre eine VI K.

### Beheimatete Wagen und Nebenfahrzeuge

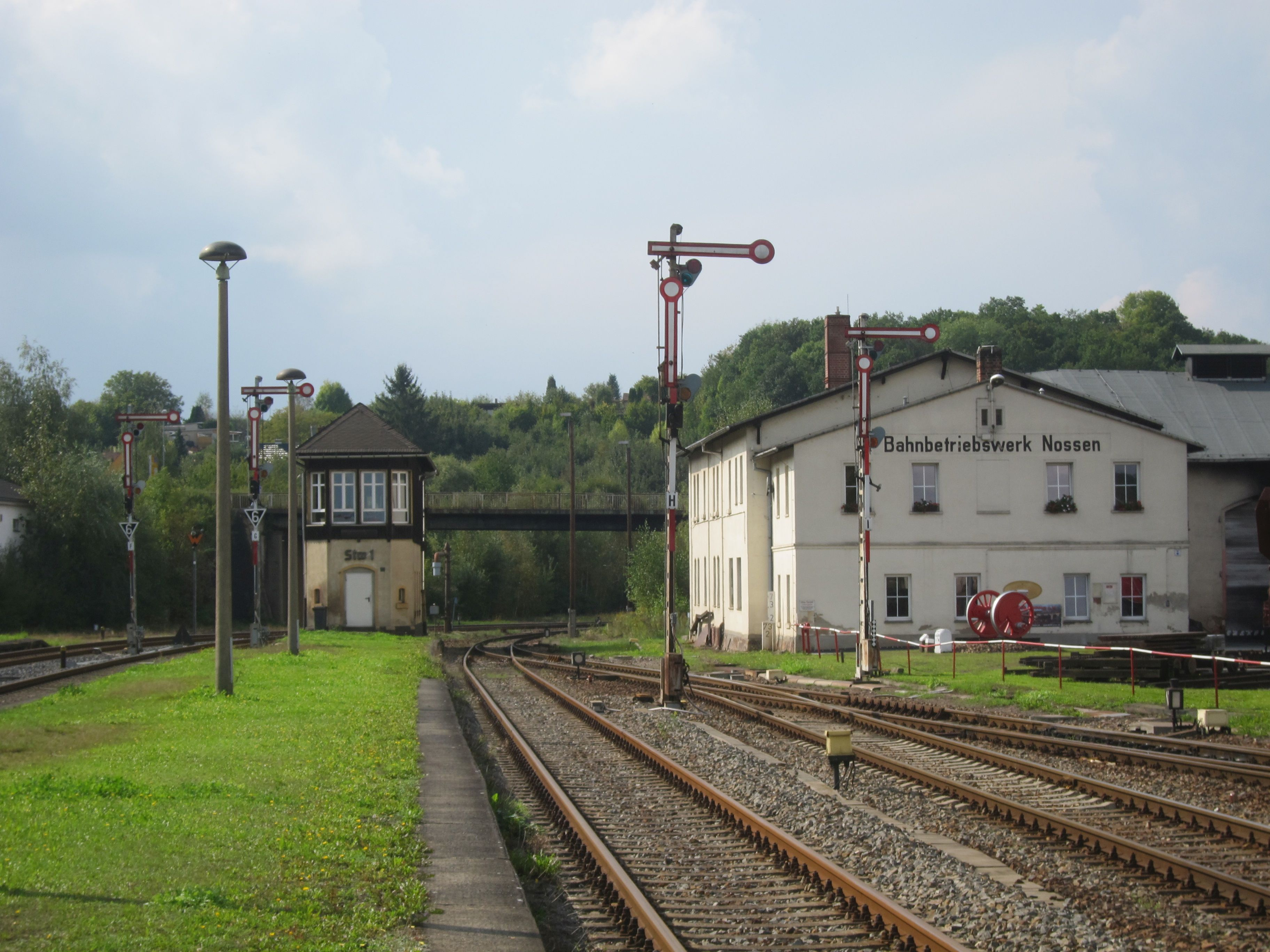
Stellwerk 1 und Bahnbetriebswerk im Bahnhof Nossen

Auf der Normalspurseite waren Wagen für die Bedienung der von Nossen ausgehenden Nebenstrecken vorhanden. Bei der Schmalspurbahn waren Rollwagen für den Warenaustausch zwischen Schmalspur und Normalspur stationiert.

## Heutige Nutzung
Heute (2019) hat im Bw Nossen die IG Dampflok Nossen ihren Sitz und hinterstellt dort ihre zahlreichen Exponate. Verkehrsunternehmen wie die Wedler Franz Logistik GmbH & Co. KG unterhalten hier ihre Fahrzeuge.